# Soyouz 10
Soyouz 10 est un vol du programme spatial de l'Union soviétique lancé le 23 avril 1971.
Son équipage a pour objectif d'occuper la toute première station orbitale au monde, Saliout 1, mais la mission est un échec et les cosmonautes sont  contraints de revenir deux jours après le décollage.

## Équipage
Les nombres entre parenthèses indiquent le nombre de vols spatiaux effectués par chaque individu jusqu'à cette mission incluse.
| Équipage principal                                                    | Équipage doublure                                         |
| --------------------------------------------------------------------- | --------------------------------------------------------- |
| Vladimir Shatalov (3) Aleksei Yeliseyev (3) Nikolai Rukavishnikov (1) | Alexei Leonov (1) Valeri Koubassov (1) Piotr Kolodine (0) |

L'équipage est composé d'un pilote et de deux ingénieurs civils.

## Paramètres de la mission
- Périgée : 209 km
- Apogée : 258 km
- Inclinaison : 51.6°
- Période : 89.1 minutes

## Équipement
S'inscrivant dans le cadre du programme Soyouz, ce vol voit l'apparition d'une nouvelle génération des vaisseaux Soyouz, le modèle 7K-T : par rapport à la génération précédente, l'engin est équipé, à l'avant, d'un tunnel permettant à l'équipage de se rendre dans un autre vaisseau sans procéder à une sortie extravéhiculaire, comme c'était le cas en 1969 lors des missions Soyouz 4 et 5 (mais les Américains maîtrisent cette technique depuis déjà deux ans (vol Apollo 9).

## Objectif et déroulement de la mission
Le 19 avril 1971 a été lancée Saliout 1, la toute première station orbitale jamais construite au monde. Conçue en 1969 par Vassili Michine (le successeur de Korolev), lancée par une fusée Proton et d'une masse de 19 tonnes, elle dispose d'un espace habitable de 100 m3 permettant d'accueillir un équipage permanent de trois cosmonautes, transportés après coup par un Soyouz. De fait, il est prévu que celui de Soyouz 10 y fasse un long séjour pour y mener des expériences scientifiques.  

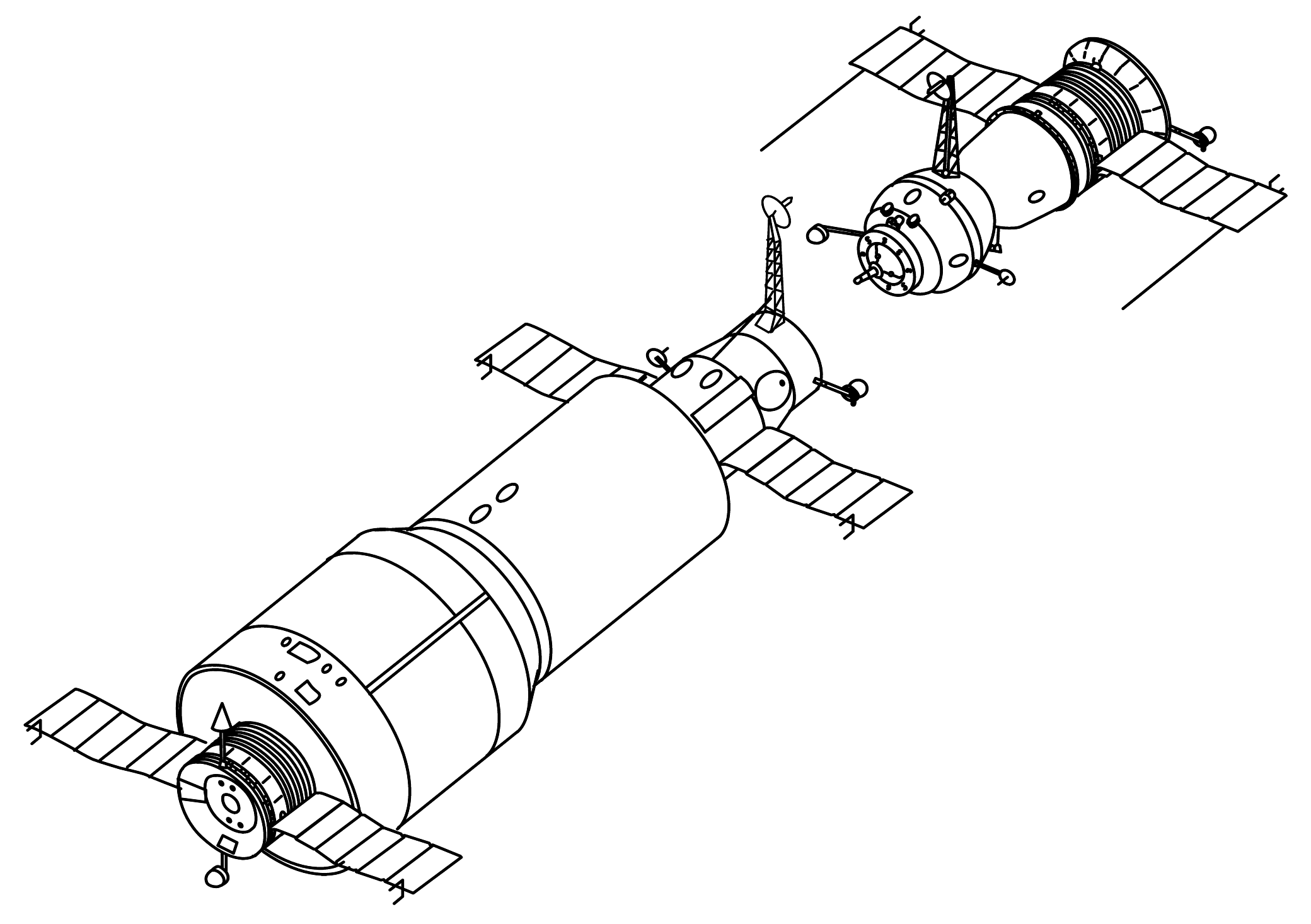
Diagramme de Saliout 1 avec un véhicule Soyouz en approche.

Soyouz 10 est lancé quatre jours après la station, le 23 avril.
Chatalov parvient certes à réaliser la manœuvre de rendez-vous et à s'amarrer à la station mais lorsque l'équipage tente de démonter l'écoutille du compartiment orbital pour accéder au tunnel menant à la station, ils n'y parviennent pas. 
Chatalov propose de se séparer de Saliout pour faire une nouvelle tentative, mais il rencontre des difficultés. Finalement, pour ne pas risquer d'endommager la pièce d'amarrage de la station et interdire ainsi toute mission ultérieure, il reçoit l'ordre de faire revenir le Soyouz sur Terre.
C'est ainsi qu'après un vol commun de 5h30 avec Saliout et deux jours à peine après leur décollage,  les trois cosmonautes regagnent le sol.

## Suites de la mission
À l'époque, la défaillance est tue par les officiels comme elle le sera ensuite par les cosmonautes. On prétextera que l'objectif du vol se limitait à une simple visite d'inspection. Mais des années plus tard, lors de la libéralisation du régime soviétique, on apprendra qu'une enquête a été réalisée après le retour de l'équipage et qu'elle a démontré que l'écoutille n'a pu être déverrouillée à cause d'une anomalie dans un circuit électrique du système d'amarrage du Soyouz. Un nouvel équipage décollera moins de deux mois plus tard et parviendra, lui, à occuper la station durant 24 jours.
On apprendra également plus tard que l'équipage de Soyouz 10 emportait des cassettes destinées au télescope solaire OST-1, que celles-ci ont été détruites lors du retour du compartiment orbital dans l'atmosphère et que, les cassettes de remplacement n'auront pas été disponibles pour l'équipage de Soyouz 11.